# Parafia Wniebowzięcia Najświętszej Maryi Panny w Bolszewie
Parafia Wniebowzięcia Najświętszej Maryi Panny w Bolszewie – rzymskokatolicka parafia usytuowana w przy ulicy ks. Stanisława Konarskiego w Bolszewie w gminie Wejherowo. Wchodzi w skład dekanatu Wejherowo w archidiecezji gdańskiej. Prowadzą ją ojcowie Pijarzy z Polskiej Prowincji Zakonu Pijarów – św. Józefa Kalasancjusza.

## Historia
W XVI wieku, w latach 1580–1582, kościół został zajęty przez luteranów, którzy mimo sprzeciwu katolików utworzyli przy nim parafię, która przetrwała do końca II wojny światowej. Katolicy musieli uczęszczać do kościoła św. Mateusza Apostoła w Górze Pomorskiej.
W roku 1946 po zajęciu kościoła ewangelickiego katolicki ordynariusz diecezji chełmińskiej poświęcił kościół pod wezwaniem Wniebowzięcia NMP i wręczył klucze kościoła prowincjałowi Zakonu Pijarów oddając tym samym kościół przy ulicy ks. Stanisława Konarskiego w Bolszewie pod opiekę Zakonu. Delegowany przez władze zakonne o. Bolesław Zając – został zatwierdzony i upoważniony przez Ordynariusza Diecezji do zorganizowania stałej placówki duszpasterskiej.
Dekretem biskupim wydanym przez ordynariusza chełmińskiego – Kazimierza Kowalskiego, z dnia 1 kwietnia 1950 placówka duszpasterska w Bolszewie została podniesiona do rangi samodzielnej parafii, wyłączonej z obrębu parafii Góra Pomorska w powiecie i dekanacie wejherowskim.
25 marca 1992 – papież Jan Paweł II wydał bullę „Totus Tuus Poloniae Populus” reorganizującą administrację kościelną w Polsce i zgodnie z tymi zmianami, parafia stała się częścią Archidiecezji Gdańskiej.
Obecna forma świątyni jest efektem rozbudowy z lat 1999–2003. Z inicjatywy ówczesnego proboszcza, o. Zygmunta Woszczka, neogotycką bryłę powiększono o nawę z nowym prezbiterium, kaplicą Miłosierdzia Bożego, chórem, salką dla ministrantów, zakrystią i salą pod kościołem. Kamień węgielny pod rozbudowę świątyni poświęcił dnia 5 czerwca 1999 papież Jan Paweł II. Projektantem rozbudowy kościoła był mgr inż. architekt Tomasz Lew z Sopotu.
6 października 2007 arcybiskup metropolita gdański – Tadeusz Gocłowski, dokonał konsekracji nowo wybudowanego kościoła.

## Proboszczowie
Źródło:
- 1946/1947–1949: o. Bolesław Zając SP
- 1949–1957: o. Juliusz Olszewski SP
- 1957–1964: o. Bolesław Zając SP
- 1965–1970: o. Feliks Lubaś SP
- 1970–1973: o. Stanisław Góraczyk SP
- 1973–1974: o. Józef Gach SP
- 1974–1982: o. Włodzimierz Kłosowski SP
- 1982–1988: o. Antoni Jędrzejek SP
- 1988–1991: o. Włodzimierz Kłosowski SP
- 1991–2003: o. Zygmunt Woszczek SP[4][5][6]
- 2003–2004: o. Józef Kowalski SP
- 2004–2012: o. Jerzy Mykała SP
- 2012–2019: o. Jacek Stępień SP[7]
- od 13 VIII 2019: o. Łukasz Porąbka SP[8]